# Lasse Lindh

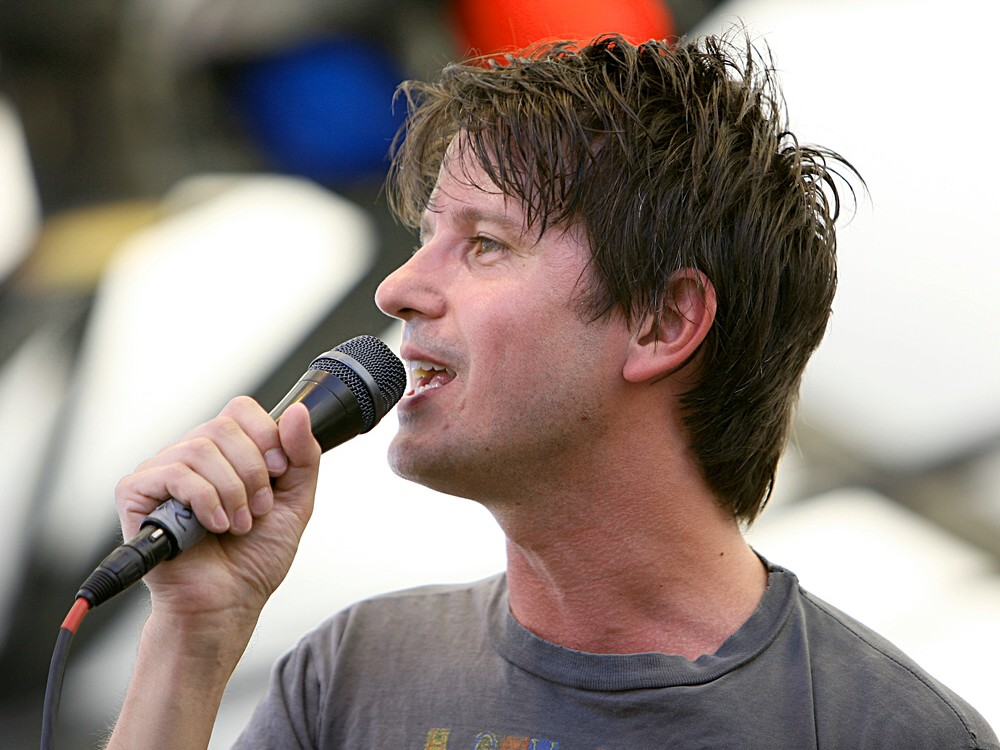
Lasse Lindh i Kungsträdgården 2008

Lars "Lasse" Ola Lindh, född 27 mars 1974 i Malmö (Fosie), är en svensk singer-songwriter och manusförfattare. Han har tidigare spelat i musikgrupperna Chevy och Tribeca och fick sitt massmediala genombrott med låten "Svenska hjärtan" 2005. Han debuterade i Melodifestivalen 2008 i festivalens andra deltävling i Västerås, där han kom på sjätte plats med låten "Du behöver aldrig mer vara rädd". Han deltog i Melodifestivalen en andra gång 2009, den här gången tillsammans med sitt band. De tävlade i den andra deltävlingen i Skellefteå, där de slutade på åttonde och sista plats med låten "Jag ska slåss i dina kvarter".
En sydkoreansk TV-serie, Soulmate, valde Lasse Lindhs låt ”C’mon Through” från 2001 som tema, och såväl TV-serien som titellåten har sedan blivit mycket populära. Lindh gav snabbt ut skivor på den koreanska marknaden och har etablerat sig som stor artist där och har även besökt Korea flera gånger. 
Malmöfödda Lasse Lindh är sedan fem års ålder uppväxt i Härnösand och flyttade sedan till Stockholm. Efter sitt stora genombrott i Sydkorea så valde han att flytta dit hösten 2009.

## Diskografi

### Album
- 1998 – Bra
- 2001 – You Wake Up At Sea Tac
- 2002 – Kate -97 (med Tribeca)
- 2004 – Dragon Down (med Tribeca)
- 2005 – Lasse Lindh
- 2007 – Jag tyckte jag var glad
- 2008 – Pool
- 2009 – Sparks
- 2009 – Svenska Hjärtan 05-09

### Singlar
- 1995 - "In My Head" (med Chevy)
- 1998 - "I en annan flicka"
- 1998 - "Jag vill vara som du"
- 1998 - "Hon är bättre"
- 2005 - "Svenska hjärtan"
- 2005 - "Sommarens sista smak
- 2006 - "Radion spelar aldrig våran sång"
- 2006 - "Du skär"
- 2007 - "Varje litet steg"
- 2007 - "Ingen vind kan blåsa omkull oss nu"
- 2008 - "Du behöver aldrig mer vara rädd"
- 2008 - "Kom kampsång" (med Timo Räisänen)
- 2008 - "Tunn"
- 2009 - "Jag ska slåss i dina kvarter"
- 2011 - "할로, 서울(Hallå, Seoul)"
- 2016 - "Bubble Gum (Original Sound Track), Pt.1"

### EP
- 1996 – I think I'm Nervous (med Chevy)
- 2006 – Attica

## Filmografi

### Manus
- 2003 – Tills döden skiljer mig åt
- 2004 – Flickan som ville fira jul året om
- 2004 – Valborgsmässoafton
- 2004 – Bedragaren
- 2010 – Meteoren